# Vigesimalsystem

Vigesimalsystem der Mayas; siehe dazu: Zählung in Fünfer- und Zwanzigereinheiten

Das Vigesimalsystem oder Zwanzigersystem (lateinisch vicesimus ‚der Zwanzigste‘) ist ein Zahlensystem, genauer ein Stellenwertsystem, das als Basis die Zahl Zwanzig verwendet.
Eine mögliche Erklärung für die Existenz dieses Systems ist, dass zum Zählen und Rechnen neben den Fingern auch die Zehen verwendet wurden. Eine andere Erklärung ist das Umdrehen der Hände.

## Verbreitung
Das Vigesimalsystem wurde in den Kulturen Mesoamerikas konsequent angewandt, weshalb auch die Zahlwörter in den Sprachen des dortigen Sprachbundes darauf beruhten und einfache Bezeichnungen für die Zwanzigerpotenzen besaßen. Mit der Durchsetzung des Zehnersystems in der spanischen Kolonialzeit ist diese Zählweise selbst bei Sprechern indigener Sprachen in Mexiko weitgehend verloren gegangen, jedoch wird stellenweise noch bis 20 oder auch bis 99 mit traditionellen Numeralia gezählt.
In Europa gibt es ebenso in vielen Sprachen Spuren eines Vigesimalsystems, jedoch wird nirgendwo mehr über die Zahl 99 hinaus in Zwanzigereinheiten gezählt.
Das Vigesimalsystem findet sich auch in anderen Sprachen des eurasischen Raums. Dazu gehören:
- Ainu, eine im Norden Japans gesprochene isolierte Sprache
- Burushaski, eine im Norden Pakistans gesprochene isolierte Sprache
- Georgisch, eine südkaukasische Sprache. Diese Sprachgruppe ist insofern isoliert, als noch keine Verwandtschaft zu einer anderen Sprachgruppe nachgewiesen werden konnte, auch nicht zu anderen kaukasischen Sprachen.

## Europäische Sprachen
Das Vigesimalsystem ist in Europa im Baskischen, Französischen, Dänischen und den keltischen Sprachen sowie einigen weiteren Sprachen vertreten. Während es im Baskischen ererbt sein kann, ist es in den anderen Sprachen erst später aufgekommen. Die ältesten keltischen Sprachstufen, die auch das Altirische und Gallische einschließen, kannten noch kein Vigesimalsystem, es entwickelte sich in diesen Sprachen erst im Mittelalter. Auch im Dänischen verbreitete sich das Zwanzigersystem erst im Mitteldänischen (Gammeldansk) des 13. und 14. Jahrhunderts. Lediglich im Französischen ist es sehr früh belegt, was eine Entlehnung von dort in andere Sprachen möglich erscheinen lässt. Nach Karl Menninger ist das europäische Vigesimalsystem normannischen Ursprungs und hat sich mit der Ausbreitung der Normannen im Mittelalter in Nordwestspanien, Portugal, Frankreich und auf den Britischen Inseln etabliert. Die Linguistin Brigitte Bauer sieht im europäischen Vigesimalsystem ebenso keinen Substrateinfluss, sondern eine mittelalterliche Entwicklung.
Der Linguist Theo Vennemann postuliert hingegen für das europäische Vigesimalsystem einen vaskonischen (baskischen) Ursprung, was er mit Alteuropäisch im Sinne von Vor-Indoeuropäisch gleichsetzt. Es sei in spätere europäische Sprachen als Substrat eingegangen, beispielsweise in viele keltische Sprachen, ins Französische und Dänische, was jedoch aufgrund der jüngeren Entwicklung in diesen Sprachen mehrheitlich abgelehnt wird.
Mögliche Überreste eines Vigesimalsystems finden sich auch im Etruskischen, wo die Worte für 17, 18 und 19 wörtlich übertragen „20 weniger 3“, „20 weniger 2“ oder „20 weniger 1“ bedeuten, und im Lateinischen, das 18 (duodeviginti) und 19 (undeviginti) auf diese Weise benennt.
Im alten britischen Währungssystem waren zwanzig Schillinge ein Pfund Sterling.
In seiner Rede I Have a Dream verwendet Martin Luther King die Formulierung Five score years ago für „vor hundert Jahren“ als Anspielung auf eine (ursprünglich aus der Bibel entnommene) ähnliche Formulierung in der Gettysburg Address Abraham Lincolns (four score and seven years ago).

### Baskische Sprache
Das Baskische hat bis zur Zahl 99 ein Vigesimalsystem. So heißt 20 hogei, 30 hogeita hamar („Zwanzig und Zehn“), 31 hogeita hamaika („Zwanzig und Elf“), 32 hogeita hamabi („Zwanzig und Zehn-Zwei“). Es wird in Zwanzigereinheiten weitergezählt: 40 berrogei („Doppel-Zwanzig“), 60 hirurogei („Drei-Zwanzig“) und 80 laurogei („Vier-Zwanzig“). Die dazwischen liegenden vollen Zehner werden – ähnlich wie bei den mesoamerikanischen Sprachen – durch Hinzufügen von „Zehn“ ausgedrückt: 50 berrogeita hamar („Doppel-Zwanzig und Zehn“), 70 hirurogeita hamar („Drei-Zwanzig und Zehn“), 75 hirurogeita hamabost („Drei-Zwanzig und Fünf-Zehn“), 90 laurogeita hamar („Vier-Zwanzig und Zehn“). Ab Hundert folgen die baskischen Zahlen einem Dezimalsystem: 100 ehun, 200 berrehun, 300 hirurehun; bei den höheren Zehnerpotenzen mila (Tausend, vgl. spanisch mil) und milioi (Million, spanisch millón) deutet die Wortgestalt auf eine Entlehnung aus dem Spanischen oder Vulgärlateinischen hin.

### Keltische Sprachen
Auch die keltischen Sprachen weisen bis zur Zahl 99 ein Vigesimalsystem auf; die Zahlen werden nach demselben Prinzip wie im Baskischen gebildet.

#### Irische Sprache
Im Irischen wird traditionell im Vigesimalsystem gezählt mit zwanzig (fiche) als Basis. Vierzig ist daichead (→ dhá fhichead 2×20), sechzig ist trí fichid (3×20), achtzig ist ceithre fichid (4×20). Dreißig ist fiche a deich (20+10), fünfzig ist daichead a deich, 99 ist ceithre fichid a naoi déag (4×20+19).
Im offiziellen Standard wird jedoch das Dezimalsystem favorisiert.

#### Schottisch-Gälisch
Im Schottisch-Gälischen wird traditionell mit der Basis fichead (20) gezählt: 30 deich ar fhichead (10+20), 40 dà fhichead (2×20), 50 dà fhichead ’s a deich (2×20+10), 60 trì fichead (3×20) und so weiter bis 180 naoidh fichead (9×20).

#### Walisische Sprache
Die walisische Sprache verwendet traditionell ebenso zwanzig (ugain) als Basis. Deugain sind zweimal zwanzig (also 40), trigain dreimal zwanzig (= 60) und pedwar ugain viermal zwanzig (= 80). Die dazwischen liegenden Vielfachen von Zehn werden auf der Basis des jeweils kleineren Vielfachen von Zwanzig gebildet: Deg ar hugain ist dreißig („zehn auf zwanzig“), deg a thrigain siebzig („zehn auf dreimal zwanzig“) und deg a phedwar ugain neunzig („zehn auf viermal zwanzig“). Fünfzig ist dagegen hanner cant („ein halbes Hundert“). Bis zur Einführung des Dezimalsystems im Währungssystem 1971 war papur chwigain (sechs Zwanziger-Schein) die umgangssprachliche Bezeichnung für die Zehnschillingnote (= 120 Pence). In der zweiten Hälfte des 20. Jahrhunderts wurde dann generell das Dezimalsystem gegenüber dem traditionellen Vigesimalsystem bevorzugt.

#### Bretonische Sprache
Da das Bretonische eng mit dem Walisischen verwandt ist, wird wie in diesem das Vigesimalsystem verwendet. So heißt 40, wie im Walisischen, daou-ugent, 60 tri-ugent und 80 pevar-ugent. 30 hat die eigene Bezeichnung tregont, während 50 hanter-kant („ein halbes Hundert“) heißt. 70 und 90 hingegen werden wie in den anderen keltischen Sprachen auf der Basis des jeweils kleineren Vielfachen von 20 gebildet, also ähnlich wie auch im Französischen: dek ha tri-ugent („zehn und dreimal zwanzig“) und dek ha pevar-ugent („zehn und viermal zwanzig“).

### Dänische Sprache
Das dänische Zahlensystem basiert – ähnlich dem baskischen, keltischen und französischen Zahlensystem – auf einem Vigesimalsystem, das allerdings nur teilweise Anwendung findet.
Während die skandinavischen Nachbarn (die Norweger und Schweden) sowie die Deutschen einheitlich das im heutigen Europa beinahe allein herrschende dezimale Zahlensystem anwenden, wechseln die Dänen beim Zählen ab der Zahl 50 (bis einschließlich der 99) von der herkömmlichen dezimalen in eine vigesimale Zählweise. Für die numerische Schreibweise bedient sich das dänische Zahlensystem jedoch ausschließlich der dezimalen arabischen Ziffern. Seit etwa der Mitte des 20. Jahrhunderts hat sich eine verkürzte Schreibweise und Ausspracheform dieser Zahlenwerte durchgesetzt. Aus ihr lässt sich erkennen, dass der heutige Auslaut -s der Zahlen von 50 bis 99 ein Überbleibsel des ursprünglichen Hinterglieds -sindstyve darstellt.
Das altdänische Wort sinde (-sinds- stellt die Genitivform dar) bedeutet ‚multipliziert mit‘, und das Wort tyve bezeichnet nach wie vor die Zahl 20. Daraus ergeben sich die für Dezimalsystemanwender ungewohnten dänischen Zahlenwerte von 50 bis 99, die im Folgenden anhand von Beispielen erläutert werden:
- halvtreds[indstyve]* = halv-tredje sinde tyve (wörtlich: halb-dritte** mal zwanzig) = 2½ × 20 = 50
- tres[indstyve]* = tre sinde tyve = 3 × 20 = 60
- halvfjerds[indstyve]* = halv-fjerde sinde tyve (wörtlich: halb-vierte** mal zwanzig) = 3½ × 20 = 70
- firs[indstyve]* = fire sinde tyve = 4 × 20 = 80
- halvfems[indstyve]* = halv-femte sinde tyve (wörtlich: halb-fünfte** mal zwanzig) = 4½ × 20 = 90
- nioghalvfems[indstyve]* = ni og halv-femte sinde tyve (wörtlich: neun und halb-fünfte** mal zwanzig) = 9 + 4½ × 20 = 99
- 100 heißt jedoch nicht „fems“, sondern et hundrede

(*) Die Wortteile in [ ] ergänzen die im täglichen Gebrauch benutzte Kurzform des Zahlworts zur Langform.
(**) Die numeralen Werte halb-dritte, halb-vierte oder halb-fünfte dieses Systems bedeuten jedoch nicht etwa die Hälfte von drei, vier oder fünf (also eineinhalb, zwei oder zweieinhalb), sondern zweieinhalb (der dritte halb), dreieinhalb (der vierte halb) oder viereinhalb (der fünfte halb). Diese Zählweise findet beispielsweise auch (wie im Deutschen) bei der Angabe von Uhrzeiten Anwendung, wo „halb vier (Uhr)“ ebenfalls nicht „zwei Uhr“ (zwei als die Hälfte von vier) bedeutet, sondern den Zeitpunkt „eine halbe Stunde nach drei“, oder „eine halbe Stunde vor vier“ markiert (auf halbem Wege zwischen drei und vier, also quasi „3,5 Uhr“). Das deutsche Wort anderthalb (für eineinhalb) ist ebenfalls so gebildet, der andere (=zweite) halb [der erste ganz, der zweite halb] =1,5. Auch die römische Münzbezeichnung Sesterz (sestertius) ist nach diesem Prinzip benannt worden, nämlich se[mi]s tertius (as), das heißt „der dritte (As) halb“, der Sesterz hatte ursprünglich den Wert von 2½ As.
Das gleiche System findet man auch in der färöischen Sprache.
Einige teilweise veraltete dänische Begriffe, die noch aus der Zeit des Handelns mit Naturalien herrühren, erlauben Rückschlüsse auf ein ursprünglich im Alltag weitverbreitetes Vigesimalsystem. So benutzen die Dänen auch heute noch (wie auch die Franzosen und Völker keltischer Nachfahren) – neben et dusin (ein Dutzend) – Begriffe wie et snes (eine Stiege/Steige; = 20), et skok (ein Schock, beispielsweise bei der Zählung von Eiern 3 × 20 = 60), sowie et ol (ein Wall/Wahl/Oll; 4 × 20 = 80).

### Französische Sprache
Ein partielles Vigesimalsystem findet sich zum Beispiel im Standardfranzösischen: Bis 60 (soixante)  wird das Dezimalsystem verwendet. Anschließend wird in Zwanzigerblöcken weitergezählt:
- 70: soixante-dix (sechzig plus zehn)
- 80: quatre-vingts (viermal zwanzig)
- 90: quatre-vingt-dix (viermal zwanzig plus zehn)

Im Altfranzösischen galt das Vigesimalsystem für noch größere Zahlen, so beim in Paris befindlichen Krankenhaus Hôpital des Quinze-Vingts, das seinen Namen von den ursprünglich 15×20=300 Plätzen hat. Im Mittelalter zählte man auch vingt et dix (30), deux vingt (40), deux vingt et dix (50), trois vingt (60). In der französischsprachigen Schweiz finden sich noch Reste von huit vingts (160).
Die Vigesimalzählung gilt jedoch nicht für das in Belgien und der Schweiz gesprochene Französisch sowie für regionale Varianten in Frankreich: Dort werden die Varianten septante (70), octante/huitante (80) und nonante (90) verwendet, die im Normfranzösischen Frankreichs als veraltet oder regional gelten, wobei in Belgien sowie den Kantonen Genf, Neuenburg und Jura allerdings quatre-vingts (80) verwendet wird.

### Resianisch
Der resianische Dialekt der slowenischen Sprache, der im Nordosten Italiens gesprochen wird, verwendet im Gegensatz zu den benachbarten slowenischen und friaulischen Dialekten ab 60 das Vigesimalsystem: 60 ist trïkart dwisti (3×20), 70 ist trïkart dwisti nu dësat (3×20+10), 80 ist štirikrat dwisti (4×20) und 90 ist štirikrat dwisti nu dësat (4×20+10).

### Albanisch
Im Albanischen gibt es Reste eines Vigesimalsystems. So lautet dort die Zahl für zwanzig njëzet (një „eins“ + zet „zwanzig“); dyzet ist vierzig (dy „zwei“). In Mundarten existieren noch trizet „sechzig“ und katërzet „achtzig“. Die anderen Zahlen für die Zehner werden nach dem Dezimalsystem gebildet, so bei tridhjetë „dreißig“ (tre „drei“ + dhjetë „zehn“).

### Georgisch
Im Georgischen wird zwischen zwanzig und neunundneunzig gemischt dezimal-vigesimal gezählt:
20 ozi, 21 ozdaerti (20+1), 25 ozdachuti (20+5), 30 ozdaati (20+10), 31 ozdatertmeti (20+11), 35 ozdatchutmeti (20+15), 38 ozdatvrameti (20+18), 40 ormozi (2×20), 45 ormozdachuti (2×20+5), 47 ormozdaschvidi (2×20+7), 50 ormozdaati (2×20+10), 55 ormozdatchutmeti (2×20+15), 60 samozi (3×20), 65 samozdachuti (3×20+5), 67 samozdaschvidi (3×20+7), 70 samozdaati (3×20+10), 75 samozdatchutmeti (3×20+15), 80 otchmozi (4×20) [wie im Französischen „quatre-vingts“], 85 otchmozdachuti (4×20+5), 90 otchmozdaati (4×20+10), 95 otchmozdachutmeti (4×20+15), 99 otchmozdazchrameti (4×20+19) [wie im Französischen „quatre-vingt-dix-neuf“]. Im chewsurischen Dialekt gilt die Zählweise auch für Zahlen über 100, so bei 120 (6×20), 140 (7×20).

## Afrika

### Yoruba
Im Yoruba heißt 20 Ogún, 40 Ogójì (=Ogún-mejì [20x2 (ejì)]), 60 Ogota (=Ogún-metà [20x3 (eta)]), 80 Ogorin (=Ogùn-mèrin [20x4 (erin)]), 100 Ogurun (=Ogùn-márùn [20x5 (àrún)]), 16 Eérìndílógún (4 weniger als 20), 17 Etadinlogun (3 weniger als 20), 18 Eejidinlogun (2 weniger als 20), 19 Okadinlogun (1 weniger als 20), 24 Erinlelogun (4 mehr als 20) und 25 Aarunlelogun (5 mehr als 20).

## Asien

### Dzongkha
Im Dzongkha, der Nationalsprache von Bhutan, ist ein vollständiges Vigesimalsystem mit Basen von 20, 400, 8000 und 160000 vorhanden.

### Indien
Im Santali, einer Munda-Sprache, heißt 50 bar isi gäl (2×20+10), im Didei, einer anderen Munda-Sprache, zählt man bis 19 dezimal, bis 399 dezimal-vigesimal.

### Japan
Im Ainu heißt 20 hotnep, 30 waupe etu hotnep (10 mehr bis 2×20), 40 tu hotnep (2×20) und 100 ashikne hotnep.

### Afghanistan und Pakistan
Im Gandhara (Peschawar) haben die Kharosthi-Zahlen Symbole für 1, 2, 3, 4, 10, 20 und 100.

## Karibik

### Garifuna
Das Garifuna, eine indigene amerikanische Sprache in Mittelamerika, hat fast alle Zahlwörter aus dem Französischen entlehnt; es führt das Vigesimalsystem bis zur Zahl 99 folgendermaßen durch: 20 wein (vingt), 40 biama wein (deux-vingt = 2×20), 60 ürüma wein (trois-vingt = 3×20), 70 ürüma wein dîsi (trois-vingt-dix = 3×20+10), 80 gádürü wein (quatre-vingt = 4×20), 90 gádürü wein dîsi (quatre-vingt-dix = 4×20+10), 30 heißt allerdings darandi (trente) und 50 dimí san (einhalb mal hundert). Ab 100 wird das Zehnersystem verwendet.

## Mesoamerikanische Sprachen
In Mesoamerika war Zwanzig als Basis des Zahlensystems und der Bildung und Schreibung von Kalenderdaten allgemein verbreitet. Die Zahlwörter der mesoamerikanischen Sprachen, die als nicht genetisch miteinander verwandte Sprachen einen Sprachbund bildeten, beruhten ebenso wie die Maya-Ziffern konsequent auf dem Zwanzigersystem. Zu diesen Sprachen zählte neben den Maya-Sprachen auch das Nahuatl der Azteken. Einfache Wörter für große Zahlen gab es nicht für Hundert und Tausend, sondern für die Zwanzigerpotenzen Zwanzig, Vierhundert, Achttausend und so weiter.
Interessant ist hierbei, dass die Zahlwörter des Mayathan und des nicht verwandten Nahuatl ganz anders zusammengesetzt werden, dabei aber beide konsequent auf den Zwanzigerpotenzen aufbauen.

### Nahuatl: Zwanzigereinheit mit vier Fünfereinheiten
Aus der Struktur der Nahuatl-Zahlwörter ist erkenntlich, dass eine Zwanzigerzählung aus vier Fünfereinheiten besteht. So wird makuili „Fünf“ auf die Wurzel ma- (maitl „Hand“) zurückgeführt, während die Zahlen Sechs bis Neun aus chiko („entgegengesetzt[e Hand]“) und den Wörtern für Eins bis Vier zusammengesetzt sind (chikuasen, chikome, chikueyi, chiknaui). Für die Vielfachen von Fünf – Zehn (majtlaktli) und Fünfzehn (kaxtoli) – gibt es wieder eigene Wörter, wobei majtlaktli (zehn) ebenfalls mit maitl „Hand“ in Zusammenhang gebracht wird. Die Zahlenfolgen 11–14 (majtlaktli onse, majtlaktli omome, majtlaktli omeyi, majtlaktli onnaui) und 16–19 (kaxtoli onse, kaxtoli omome, kaxtoli omeyi, kaxtoli onnaui) sind dagegen direkt aus diesen Zahlwörten und den Wörtern für Eins bis Vier zusammengesetzt.
Ebenso wie beim Aussehen der Maya-Ziffern – ein Strich bildet eine Fünfergruppe, vier Striche eine Zwanzigereinheit – wird also auch bei den Nahuatl-Zahlwörtern die Zählweise an vier Händen und Füßen mit zusammen zwanzig Fingern und Zehen deutlich.

### Maya-Sprachen: Zwanzigereinheit mit zwei Zehnereinheiten
Im Unterschied zum Nahuatl haben die Zahlwörter im Mayathan und anderen Maya-Sprachen als Untereinheit von Zwanzig nicht Fünf, sondern Zehn (vergleiche hierzu Dreizehn bis Fünfzehn: óox lahun, kan lahun, ho' lahun, zusammengesetzt aus lahun „zehn“ und óox, kan, ho, „drei, vier, fünf“). Das Zwanzigersystem mit der Untereinheit Zehn finden wir ebenso in den Maya-Sprachen Guatemalas (beispielsweise in der Quiché-Sprache und der Cakchiquel-Sprache), jedoch werden die Zahlwörter im Einzelnen, so etwa hinsichtlich der Reihenfolge der Einer, Zwanziger und Vierhunderter, unterschiedlich gebildet. Die Zahlen 13–19 gleichen weitgehend denen im Mayathan (Einer+„Zehn“, vergleiche Dreizehn bis Fünfzehn auf Quiché: oxlajuj, kajlajuj, olajuj aus oxib, kajib, job und lajuj), allerdings folgen im Quiché und Cakchiquel auch Elf und Zwölf völlig regelmäßig diesem System (Quiché julajuj, kablajuj gegenüber Mayathan buluk, lahka'a). Im Quiché und Cakchiquel existieren zwei Zahlwörter für „Zwanzig“, zum einen k'alh (entsprechend k'áal im Mayathan), zum anderen winaq, was auch „Mensch“ bedeutet, also alle Finger und Zehen eines Menschen. Auch in anderen Maya-Sprachen gibt es zwei Zahlwörter für „Zwanzig“, so etwa im Tzotzil tob und vinik.
Darüber hinaus haben diese beiden Maya-Sprachen ein besonderes Wort für Achtzig, jumuch oder jumútch (ju- als Vorsilbe „Ein-“). Aus dem auf Quiché geschriebenen Popol Vuh ist als eine vom Zwanzigersystem abweichende Sonderbildung auf dieser Basis omuch, „fünf Achtziger“, für „vierhundert“ belegt. In früheren Cakchiquel-Grammatiken finden wir noch Zählweisen, bei denen der Grundbestandteil des Zahlwortes das nächstgrößere Vielfache von Zwanzig ist und am Ende steht, während in neueren Grammatiken der Grundbestandteil des Zahlwortes das nächstkleinere Vielfache von Zwanzig ist und am Anfang steht. Außerdem wurde früher häufiger k'alh und in späteren Sprachstufen meist winaq verwendet.
Als Beispiel für die unterschiedliche Zusammensetzung von Zahlwörtern bei gleicher Basis eines Zwanzigersystems seien die Zahlen Siebenunddreißig und Siebenundfünfzig genannt: 37 heißt im Mayathan Uk lahun katak hun k'áal („Sieben[und]-Zehn und Ein[mal]-Zwanzig“), im Cakchiquel und gleichlautend Quiché Juwinaq wuqlajuj („Ein[mal]-Zwanzig Sieben[und]-Zehn“), im Nahuatl dagegen Sempouali onkaxtoli omome („Ein[mal]-Zwanzig und Fünfzehn und Zwei“). 57 heißt wiederum im Mayathan Uk lahun katak ka' k'áal („Sieben[und]-Zehn und Zwei[mal]-Zwanzig“), in der antiken Cakchiquel-Sprache Wuqlajuj roxk'alh („Sieben[und]-Zehn [für die Zählung] vor-Drei[mal]-Zwanzig“, von oxk'alh „Sechzig“), im modernen Cakchiquel und gleichlautend Quiché Kawinaq wuqlajuj („Zwei[mal]-Zwanzig[=Mensch] Sieben[und]-Zehn“), im Nahuatl dagegen Ompouali onkaxtoli omome („Zwei[mal]-Zwanzig und Fünfzehn und Zwei“).

### Zahlwörter für Zwanzigerpotenzen
| 1          | Eins                              | Hun      | Jún        | Se                   | Ce                      | Ce                   |  |
| 20         | Zwanzig                           | K'áal    | K'alh      | Sempouali            | Cempohualli (Cempoalli) | Pohualli             |  |
| 400        | Vierhundert                       | Bak      | Baq        | Sentzontli           | Centzontli              | Tzontli              |  |
| 8000       | Achttausend                       | Pik      | Piq        | Senxikipili          | Cenxiquipilli           | Xiquipilli           |  |
| 160.000    | Hundertsechzigtausend             | Kalab    | Qabalh     | Sempoualxikipili     | Cempohualxiquipilli     | Pohualxiquipilli     |  |
| 3.200.000  | Drei Millionen Zweihunderttausend | K'inchil | K'intchilh | Sentzonxikipili      | Centzonxiquipilli       | Tzonxiquipilli       |  |
| 64.000.000 | Vierundsechzig Millionen          | Alau     | Alauh      | Sempoualtzonxikipili | Cempohualtzonxiquipilli | Pohualtzonxiquipilli |  |

### Zählung in Fünfer- und Zwanzigereinheiten
Diese Tabelle zeigt die Mayaziffern sowie die Zahlwörter auf Mayathan, Nawatl in moderner Schreibweise und klassischem Nahuatl.
| Eins bis Zehn (1 – 10)                                               | Eins bis Zehn (1 – 10)              | Eins bis Zehn (1 – 10)              | Eins bis Zehn (1 – 10)                | Eins bis Zehn (1 – 10)    | Eins bis Zehn (1 – 10)            | Eins bis Zehn (1 – 10)             | Eins bis Zehn (1 – 10)             | Eins bis Zehn (1 – 10)               | Eins bis Zehn (1 – 10)     |
| 1 (eins)                                                             | 2 (zwei)                            | 3 (drei)                            | 4 (vier)                              | 5 (fünf)                  | 6 (sechs)                         | 7 (sieben)                         | 8 (acht)                           | 9 (neun)                             | 10 (zehn)                  |
| -------------------------------------------------------------------- | ----------------------------------- | ----------------------------------- | ------------------------------------- | ------------------------- | --------------------------------- | ---------------------------------- | ---------------------------------- | ------------------------------------ | -------------------------- |
|                                                                      |                                     |                                     |                                       |                           |                                   |                                    |                                    |                                      |                            |
| Hun                                                                  | Ka'ah                               | Óox                                 | Kan                                   | Ho'                       | Wak                               | Uk                                 | Waxak                              | Bolon                                | Lahun                      |
| Se                                                                   | Ome                                 | Yeyi                                | Naui                                  | Makuili                   | Chikuasen                         | Chikome                            | Chikueyi                           | Chiknaui                             | Majtlaktli                 |
| Ce                                                                   | Ome                                 | Yei                                 | Nahui                                 | Macuilli                  | Chicuace                          | Chicome                            | Chicuei                            | Chicnahui                            | Matlactli                  |
| Elf bis Zwanzig (11 – 20)                                            |                                     |                                     |                                       |                           |                                   |                                    |                                    |                                      |                            |
| 11                                                                   | 12                                  | 13                                  | 14                                    | 15                        | 16                                | 17                                 | 18                                 | 19                                   | 20                         |
|                                                                      |                                     |                                     |                                       |                           |                                   |                                    |                                    |                                      |                            |
| Buluk                                                                | Lahka'a                             | Óox lahun                           | Kan lahun                             | Ho' lahun                 | Wak lahun                         | Uk lahun                           | Waxak lahun                        | Bolon lahun                          | Hun k'áal                  |
| Majtlaktli onse                                                      | Majtlaktli omome                    | Majtlaktli omeyi                    | Majtlaktli onnaui                     | Kaxtoli                   | Kaxtoli onse                      | Kaxtoli omome                      | Kaxtoli omeyi                      | Kaxtoli onnaui                       | Sempouali                  |
| Matlactli huan ce                                                    | Matlactli huan ome                  | Matlactli huan yei                  | Matlactli huan nahui                  | Caxtolli                  | Caxtolli huan ce                  | Caxtolli huan ome                  | Caxtolli huan yei                  | Caxtolli huan nahui                  | Cempohualli                |
| Einundzwanzig bis Dreißig (21 – 30)                                  |                                     |                                     |                                       |                           |                                   |                                    |                                    |                                      |                            |
| 21                                                                   | 22                                  | 23                                  | 24                                    | 25                        | 26                                | 27                                 | 28                                 | 29                                   | 30                         |
|                                                                      |                                     |                                     |                                       |                           |                                   |                                    |                                    |                                      |                            |
| Hump'éel katak hun k'áal                                             | Ka'ah katak hun k'áal               | Óox katak hun k'áal                 | Kan katak hun k'áal                   | Ho' katak hun k'áal       | Wak katak hun k'áal               | Uk katak hun k'áal                 | Waxak katak hun k'áal              | Bolon katak hun k'áal                | Lahun katak hun k'áal      |
| Sempouali onse                                                       | Sempouali omome                     | Sempouali omeyi                     | Sempouali onnaui                      | Sempouali ommakuili       | Sempouali onchikuasen             | Sempouali onchikome                | Sempouali onchikueyi               | Sempouali onchiknaui                 | Sempouali ommajtlaktli     |
| Cempohualli huan ce                                                  | Cempohualli huan ome                | Cempohualli huan yei                | Cempohualli huan nahui                | Cempohualli huan macuilli | Cempohualli huan chicuace         | Cempohualli huan chicome           | Cempohualli huan chicuei           | Cempohualli huan chicnahui           | Cempohualli huan matlactli |
| Einunddreißig bis Vierzig (31 – 40)                                  |                                     |                                     |                                       |                           |                                   |                                    |                                    |                                      |                            |
| 31                                                                   | 32                                  | 33                                  | 34                                    | 35                        | 36                                | 37                                 | 38                                 | 39                                   | 40                         |
|                                                                      |                                     |                                     |                                       |                           |                                   |                                    |                                    |                                      |                            |
| Buluk katak hun k'áal                                                | Lahka'a katak hun k'áal             | Óox lahun katak hun k'áal           | Kan lahun katak hun k'áal             | Ho' lahun katak hun k'áal | Wak lahun katak hun k'áal         | Uk lahun katak hun k'áal           | Waxak lahun katak hun k'áal        | Bolon lahun katak hun k'áal          | Ka' k'áal                  |
| Sempouali ommajtlaktli onse                                          | Sempouali ommajtlaktli omome        | Sempouali ommajtlaktli omeyi        | Sempouali ommajtlaktli onnaui         | Sempouali onkaxtoli       | Sempouali onkaxtoli onse          | Sempouali onkaxtoli omome          | Sempouali onkaxtoli omeyi          | Sempouali onkaxtoli onnaui           | Ompouali                   |
| Cempohualli huan matlactli huan ce                                   | Cempohualli huan matlactli huan ome | Cempohualli huan matlactli huan yei | Cempohualli huan matlactli huan nahui | Cempohualli huan caxtolli | Cempohualli huan caxtolli huan ce | Cempohualli huan caxtolli huan ome | Cempohualli huan caxtolli huan yei | Cempohualli huan caxtolli huan nahui | Ompohualli                 |
| Zwanzig bis Zweihundert in Zwanzigerschritten (20 – 200)             |                                     |                                     |                                       |                           |                                   |                                    |                                    |                                      |                            |
| 20                                                                   | 40                                  | 60                                  | 80                                    | 100                       | 120                               | 140                                | 160                                | 180                                  | 200                        |
|                                                                      |                                     |                                     |                                       |                           |                                   |                                    |                                    |                                      |                            |
| Hun k'áal                                                            | Ka' k'áal                           | Óox k'áal                           | Kan k'áal                             | Ho' k'áal                 | Wak k'áal                         | Uk k'áal                           | Waxak k'áal                        | Bolon k'áal                          | Lahun k'áal                |
| Sempouali                                                            | Ompouali                            | Yepouali                            | Naupouali                             | Makuilpouali              | Chikuasempouali                   | Chikompouali                       | Chikuepouali                       | Chiknaupouali                        | Majtlakpouali              |
| Cempohualli                                                          | Ompohualli                          | Yeipohualli                         | Nauhpohualli                          | Macuilpohualli            | Chicuacepohualli                  | Chicomepohualli                    | Chicueipohualli                    | Chicnahuipohualli                    | Matlacpohualli             |
| Zweihundertzwanzig bis Vierhundert in Zwanzigerschritten (220 – 400) |                                     |                                     |                                       |                           |                                   |                                    |                                    |                                      |                            |
| 220                                                                  | 240                                 | 260                                 | 280                                   | 300                       | 320                               | 340                                | 360                                | 380                                  | 400                        |
|                                                                      |                                     |                                     |                                       |                           |                                   |                                    |                                    |                                      |                            |
| Buluk k'áal                                                          | Lahka'a k'áal                       | Óox lahun k'áal                     | Kan lahun k'áal                       | Ho' lahun k'áal           | Wak lahun k'áal                   | Uk lahun k'áal                     | Waxak lahun k'áal                  | Bolon lahun k'áal                    | Hun bak                    |
| Majtlaktli onse pouali                                               | Majtlaktli omome pouali             | Majtlaktli omeyi pouali             | Majtlaktli onnaui pouali              | Kaxtolpouali              | Kaxtolli onse pouali              | Kaxtolli omome pouali              | Kaxtolli omeyi pouali              | Kaxtolli onnaui pouali               | Sentsontli                 |
| Matlactli huan ce pohualli                                           | Matlactli huan ome pohualli         | Matlactli huan yei pohualli         | Matlactli huan nahui pohualli         | Caxtolpohualli            | Caxtolli huan ce pohualli         | Caxtolli huan ome pohualli         | Caxtolli huan yei pohualli         | Caxtolli huan nahui pohualli         | Centzontli                 |

## Nordamerika

### Inuit
Die Inuit haben Ziffern-Symbole von 0 bis 19, zwanzig (iñuiññaq) wird mit den Ziffernsymbolen „Eins“ „Null“ geschrieben, 40 mit „Zwei“ „Null“, 400 mit „Eins“ und zwei „Nullen“, 800 mit „Zwei“ und zwei „Nullen“.